# Château de la Chaussonnerie
Le château de la Chaussonnerie est un château du XIXe siècle situé sur la commune de Saint-Jean-sur-Mayenne, dans le département de la Mayenne.

## Architecture
L'édifice, flanqué de deux tours rondes, comprend trois niveaux et sept travées.

## Histoire
Construit durant la seconde moitié du XIXe siècle par le député mayennais Victor Gaultier de Vaucenay, le château passe aux mains de la famille Dulong de Rosnay, qui le gardera jusqu’au XXIe siècle.